# Phoebus (género)
Phoebus  es un género de hongos liquenizados en la familia Roccellaceae.  Contiene una especie, Phoebus hydrophobius. Habita en la zona de los montes Ozark en el centro de Estados Unidos, y fue descripto en 2007.